# Austronanus dubius
Austronanus dubius är en kräftdjursart som först beskrevs av Hale 1937.  Austronanus dubius ingår i släktet Austronanus och familjen Paramunnidae. Inga underarter finns listade i Catalogue of Life.